# Pityphyllum
Pityphyllum es un género de orquídeas. Tiene cinco especies nativas de Ecuador y Colombia.

## Especies
| - Pityphyllum amesianum - Pityphyllum antioquiense - Pityphyllum hirtzii - Pityphyllum laricinum - Pityphyllum pinoides |